# Afschin (Sänger)
Afschin (persisch افشین anhörenⓘ; * 6. Mai 1978 in Babol, Iran) ist ein iranischer Popsänger.

## Leben
Seine Familie zog nach Teheran als er sieben Jahre alt war. Im Alter von 10 Jahren begann er Gitarre zu spielen und eigene Songs und Texte zu schreiben. 1995 wanderte Afschin mit seiner Familie nach Deutschland (Mannheim) aus, um seine musikalische Karriere fortzusetzen, da die Pop-Musik im Iran zu jener Zeit verboten wurde. Seine erste CD trug den Titel Der Duft des Regens und erschien im Jahr 1999 unter dem US-iranischen Label Parsvideo.
Sein zweites Album Star wurde 2002 veröffentlicht und war die erste Produktion mit Kostas Karagiozidis. Star wurde vom persischen Musik-Label Taraneh Enterprises veröffentlicht. Im Jahr 2004 wurde Aso Pas (Dire Strait) veröffentlicht und  schnell zum weltweit größten Erfolge für ihn.

### Musik
Mit dem Album Aso Pas fand Afschin seinen ganz eigenen Stil, eine Mischung aus Pop, Hip-Hop und persischen und orientalischen Rhythmen und Melodien mit deutschem Rap. Afschins Musik handelt nicht nur von Liebe. Wegen seiner Vergangenheit singt er auch über seine Heimat und die politischen Probleme. So ist der Song Irane Man ein politisches Lied über die schlechten Lebensbedingungen und die politische Situation im Iran und über die Menschen, die bereit sind, auch für ihr Land zu sterben.
Afschin spielte mit seiner Live-Band fast überall in der Welt: USA (Atlanta, Washington, Los Angeles), Kanada (Vancouver, Toronto, Montreal), Dubai, UK (London, Manchester, Birmingham, Leeds), Dänemark (Kopenhagen), Schweden (Stockholm, Malmö, Göteborg), Niederlande (Amsterdam, Rotterdam), Belgien (Brüssel), Österreich (Wien) und in Deutschland.

## Diskografie

### Alben
- 1999: Booye Baroon
- 2002: Setare
- 2004: Aso Pas
- 2005: Maach
- 2008: The Song For X
- 2013: Gheire Ghanooni
- 2017: Babam Migoft

### Singles (Auswahl)
- 2004: Delam Havato Kardeh
- 2004: Doosit Daram
- 2004: Aso Pas
- 2005: Bikhial
- 2005: Maach
- 2005: Dige Azat Badam Miaad
- 2005: Sheytoonak
- 2013: Dokhtar Shirazi

| Personendaten    | Personendaten        |
| ---------------- | -------------------- |
| NAME             | Afschin              |
| ALTERNATIVNAMEN  | Azar, Afshin Amjee   |
| KURZBESCHREIBUNG | iranischer Popsänger |
| GEBURTSDATUM     | 6. Mai 1978          |
| GEBURTSORT       | Babol                |